# Ungerundeter halboffener Vorderzungenvokal
Lautliche und orthographische Realisierung des ungerundeten halboffenen Vorderzungenvokals in verschiedenen Sprachen:
- Deutsch:
  - [⁠ɛ⁠]: Standardaussprache des kurzen betonten <e>
    - Beispiele: nett [nɛt], echt [ʔɛçt]

  - [ɛː]: Standardaussprache des langen <ä>
    - Beispiele: Käse [ˈkʰɛːzə], wärst [ˈvɛːɐ̯st]

  - [⁠ɛ⁠]: Standardaussprache des kurzen <ä>
    - Beispiele: Äste [ˈʔɛstʰə], Hälfte [ˈhɛlftʰə]

- Englisch:
  - [⁠ɛ⁠]: Standardaussprache des kurzen betonten <e>
    - Beispiele: let [lɛt], men [mɛn]

- Französisch:
  - [⁠ɛ⁠]: è, ê, ai, ay, ei, ey; e häufig
    - Beispiele: après [aˈpʁɛ], fête [fɛt], merci [mɛʁˈsi], fait [fɛ], pleine [plɛn]

  - [ɛ̃]: in, im, ain, aim, ein, eim; en, em nach e, i, y
    - Beispiele: besoin [bəˈzwɛ̃], matin [maˈtɛ̃], bien [bjɛ̃], faim [fɛ̃], plein [plɛ̃]